# Trypauchen
Trypauchen (Valenciennes, 1837) è un genere di pesci ossei marini e d'acqua salmastra appartenenti alla famiglia Gobiidae.

## Distribuzione e habitat
Le due specie del genere sono endemiche dell'Indo-Pacifico tropicale. T. vagina è penetrato nel mar Mediterraneo orientale in seguito alla migrazione lessepsiana; si conoscono solo due segnalazioni per questo mare.
Sono pesci strettamente bentonici che vivono infossati in fondali molli a piccole profondità, anche in ambienti di estuario o in altre acque salmastre.

## Descrizione
L'aspetto di questi pesci si discosta nettamente da quello degli altri gobidi. Il corpo è infatti molto allungato, quasi anguilliforme e compresso lateralmente posteriormente alla testa. Le pinne dorsale, caudale e pinna anale sono unite in una pinna mediana unica come negli anguilliformi. Le pinne dorsali sono in realtà due ma sono unite da una membrana e danno l'illusione di essere una sola. La bocca è armata di lunghi deti appuntiti e incurvati. T. vagina raggiunge i 22 cm di lunghezza.

## Biologia
Vivono in tane scavate nel sedimento, da cui si allontanano raramente. Si nutrono di invertebrati bentonici, soprattutto crostacei.

## Pesca
T. vagina ha qualche importanza per la pesca.

## Tassonomia
Il genere comprende 2 specie:
- Trypauchen pelaeos
- Trypauchen vagina